# Liên khu
Liên khu (ban đầu gọi là Khu) là một đơn vị hành chính - quân sự của Việt Nam, hình thành trong giai đoạn đầu cuộc Kháng chiến chống Pháp. Cấp Khu thường gồm từ 1 đến một vài tỉnh (thành phố), có liên quan về vị trí địa lý, về quân sự...  nhằm đáp ứng các yêu cầu thực tế của lịch sử.
Tháng 9-1947, theo quyết định của Trung ương Đảng và Chính phủ, cả nước được chia thành 14 khu, mỗi khu có từ 1-7 tỉnh, thành phố trực thuộc. Các khu cụ thể gồm:
- Khu I có các tỉnh: Cao Bằng, Bắc Kạn, Thái Nguyên, Phúc Yên;
- Khu II gồm các tỉnh: Sơn Tây, Hà Đông, Hà Nam, Nam Định, Ninh Bình, Hòa Bình, Sơn La, Lai Châu;
- Khu III gồm các tỉnh: Hải Phòng, Kiến An, Thái Bình, Hưng Yên, Hải Dương;
- Khu IV gồm các tỉnh: Thanh Hóa, Nghệ An, Hà Tĩnh, Quảng Bình, Quảng Trị, Thừa Thiên;
- Khu V gồm các tỉnh: Quảng Nam, Quảng Ngãi, Bình Định, Kon Tum, Gia Lai;
- Khu VI gồm các tỉnh: Phú Yên, Khánh Hòa, Ninh Thuận, Bình Thuận, Đắk Lắk, Lâm Viên, Đồng Nai Thượng;
- Khu VII gồm: Bà Rịa, Biên Hòa, Thủ Dầu Một, Tây Ninh, Gia Định, Chợ Lớn, Sài Gòn;
- Khu VIII gồm các tỉnh: Tân An, Gò Công, Mỹ Tho, Sa Đéc, Vĩnh Long, Trà Vinh, Bến Tre;
- Khu IX gồm các tỉnh: Châu Đốc, Long Xuyên, Hà Tiên, Cần Thơ, Sóc Trăng, Bạc Liêu, Rạch Giá;
- Khu X gồm các tỉnh: Lào Cai, Hà Giang, Yên Bái, Phú Thọ, Tuyên Quang, Vĩnh Yên;
- Khu XI là địa bàn Hà Nội;
- Khu XII gồm các tỉnh: Lạng Sơn, Bắc Giang, Bắc Ninh, Hải Ninh, Hồng Gai, Quảng Yên;
- Khu XIV (từ hữu ngạn sông Thao tới Lai Châu): gồm Lai Châu, Sơn La, một phần Hòa Bình và Phú Thọ;
- Khu XV (được thành lập cho “Phân ban quốc gia thiểu số miền Nam Trung Bộ” để trực tiếp chỉ đạo công tác kháng chiến của các tỉnh Tây Nguyên): khu gồm các tỉnh Tây Nguyên hiện nay.  
Một thời gian ngắn sau, vào ngày 25-01-1948, thực hiện chủ trương củng cố chính quyền dân chủ kháng chiến đề ra tại Hội nghị mở rộng Ban Chấp hành Trung ương Đảng, Chủ tịch Chính phủ Hồ Chí Minh ra Sắc lệnh số 111/SL hợp nhất các Khu thành Liên khu. Các khu I và XII được hợp nhất thành Liên khu I. Các Khu II, III và XI hợp nhất lấy tên là Liên Khu III. Các Khu X và Khu XIV hợp lại là liên khu X. Khu IV đổi là Liên khu IV. Ủy ban Kháng chiến miền Nam đổi thành Ủy ban Kháng chiến kiêm hành chính miền Nam Trung Bộ và Ủy ban Kháng chiến kiêm hành chính Nam Bộ. 
Cũng theo Sắc lệnh sổ 120, Bắc Bộ gồm 03 Liên khu I, III, X; Trung Bộ gồm 02 Liên khu IV, V; Nam Bộ thành 03 Khu và Đặc khu Sài Gòn - Chợ Lớn.
- Liên khu I gồm 09 tỉnh: Phúc Yên, Thái Nguyên, Lạng Sơn, Cao Bằng, Bắc Kạn, Bắc Ninh, Bắc Giang, Hái Ninh, Hồng Quảng (Quáng Yên, Hòn Gai);
- Liên khu III gồm 08 tỉnh: Hải Phòng, Kiến An, Hải Dương. Thái Bình, Nam Định, Hà Nam, Ninh Bình, Hòa Bình;
- Liên khu X gồm 08 tỉnh: Mai Đà, Sơn La, Phú Thọ, Yên Bái, Lào Cai, Hà Giang, Tuyên Quang, Vĩnh Yên;
- Liên khu Lưỡng Hà gồm Hà Nội, Hà Đông và phần lớn tỉnh Sơn Tây
- Liên khu IV gồm 06 tỉnh Thanh Hoá, Nghệ An, Hà Tĩnh, Quảng Bình, Quảng Trị, Thừa Thiên;
- Liên khu V gồm các tỉnh thuộc Khu V, Khu VI và Khu XV.
Mỗi liên khu có Ủy ban Kháng chiến hành chính Liên khu và Bộ Tư lệnh Liên khu.
Từ năm 1957, liên khu được gọi là quân khu, có điều chỉnh địa giới và nhiệm vụ.